# Edith Aron
Edith Aron (* 4. September 1923 in Homburg, Saargebiet; † 25. Mai 2020 in London) war eine deutsche Schriftstellerin und Übersetzerin.

## Vita
Edith Aron wuchs als Kind jüdischer Eltern im saarländischen Homburg auf, wo sie auch die jüdische Schule besuchte. Noch vor der Saarabstimmung 1935 emigrierte sie mit ihrer Mutter ins Exil nach Buenos Aires; ihr Vater verblieb während der Kriegszeit in Südfrankreich. In Buenos Aires besuchte sie die Pestalozzi-Schule. 1950 siedelte sie um nach Paris. In Paris übersetzte sie Anfang der 1950er Jahre als Erste Werke von Julio Cortázar ins Deutsche. Anfang der 1960er Jahre kehrte sie kurz nach Berlin zurück und arbeitete dort für den Hessischen Rundfunk über lateinamerikanische Literatur.
Edith Aron wurde als Autorin von autobiografisch gefärbten Erzählungen bekannt, in denen sie die Erfahrungen ihrer Emigration literarisch verarbeitete. Darüber hinaus machte sie sich einen Namen als Übersetzerin literarischer Werke aus dem lateinamerikanischen Kulturkreis ins Deutsche, so von Julio Cortázar, Jorge Luis Borges oder Octavio Paz.

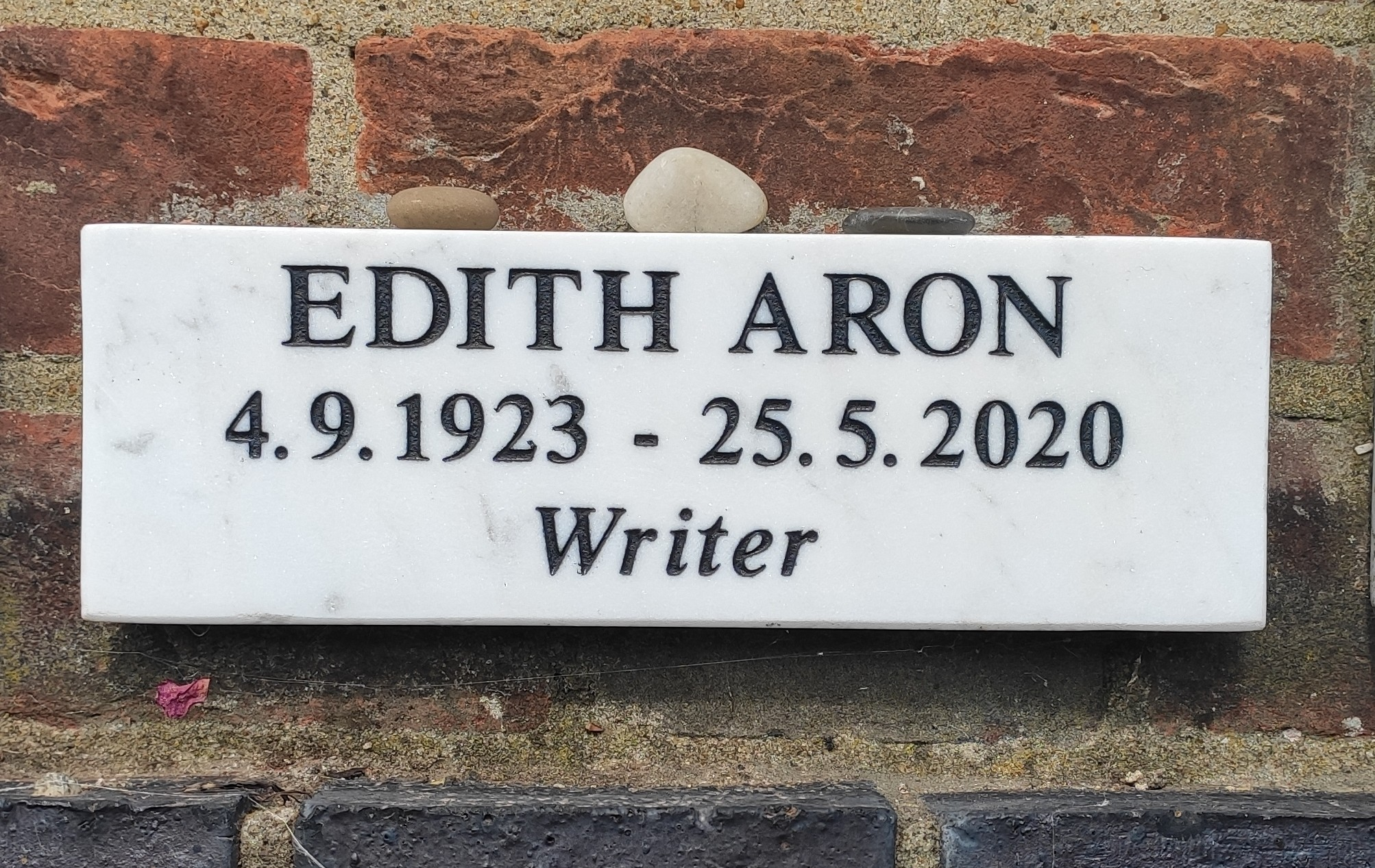
Aron gewidmete Gedenktafel im Golders Green Crematorium

Edith Aron lebte bis zu ihrem Tod im Mai 2020 im Alter von 96 Jahren in London. Aron war mit dem britischen Illustrator John Bergin verheiratet, aus der Ehe ging die Tochter Joanna hervor.

## Ehrungen – Würdigungen
- Die Geburtsstadt von Edith Aron, die saarländische Kreisstadt Homburg, hatte einen „Edith-Aron-Schulpreis“ gestiftet, der erstmals im Jahr 2011 vergeben wurde. Der Preis sollte im Turnus von zwei Jahren für Schüler-Projekte, die sich mit Migration und Integration befassen, verliehen werden. 2013 wurde er zum zweiten und letzten Mal vergeben, weil die Namensgeberin darum gebeten hatte, von einer Preisverleihung in ihrem Namen Abstand zu nehmen.[2][3]
- Die Saarbrücker Filmproduzentin Barbara Wackernagel-Jacobs ließ zwischen 2010 und 2015 den Dokumentarfilm Edith Aron – „Das Papier sagt nichts, hört zu“ über das Leben und Wirken von Edith Aron drehen. Regie führte der frühere künstlerische Leiter des Filmfestivals Max Ophüls Preis, Boris Penth.[4]

## Werke (Auswahl)
Eigene Werke
- Der Obstkorb. Erzählungen. In: Neue deutsche Hefte. Nr. 185. NDH, Berlin 1985.
- Die Zeit in den Koffern – Erzählungen. Wassmann, Bremen 1989, ISBN 3-926182-10-5.
- Geschichten von damals. In. Die Horen. 37 (1992),2. S. 9–21.
- Die falschen Häuser. Erzählungen. Verlag Das Wunderhorn, Heidelberg 1999, ISBN 3-88423-156-1.

Übersetzungen
- Xavier Domingo: Villa Milo oder das Haus der frommen Freuden. Roman. [Deutsche Erstausgabe]. Luchterhand, Neuwied 1962.
- Julio Cortázar: Das besetzte Haus. Erzählungen. dtv München 1971, ISBN 3-423-05394-1.
- Julio Cortázar: Der andere Himmel. Erzählungen. Aufbau-Verlag, Berlin 1973. (Edition Neue Texte)
- Jorge Luis Borges: Einhorn, Sphinx und Salamander. Fischer, Frankfurt/M. 1993, ISBN 3-596-10584-6. (Werke; 8)
- Jorge Luis Borges: Die Anthologien. („Handbuch der phantastischen Zoologie“ – „Das Buch von Himmel und Hölle“ – „Buch der Träume“). Hanser, München 2008, ISBN 978-3-446-23077-4. (Borges: Gesammelte Werke; Bd. 10)